# Lepidozamia peroffskyana
Lepidozamia peroffskyana är en kärlväxtart som beskrevs av Eduard August von Regel. Lepidozamia peroffskyana ingår i släktet Lepidozamia och familjen Zamiaceae. IUCN kategoriserar arten globalt som livskraftig. Inga underarter finns listade i Catalogue of Life.

## Bildgalleri

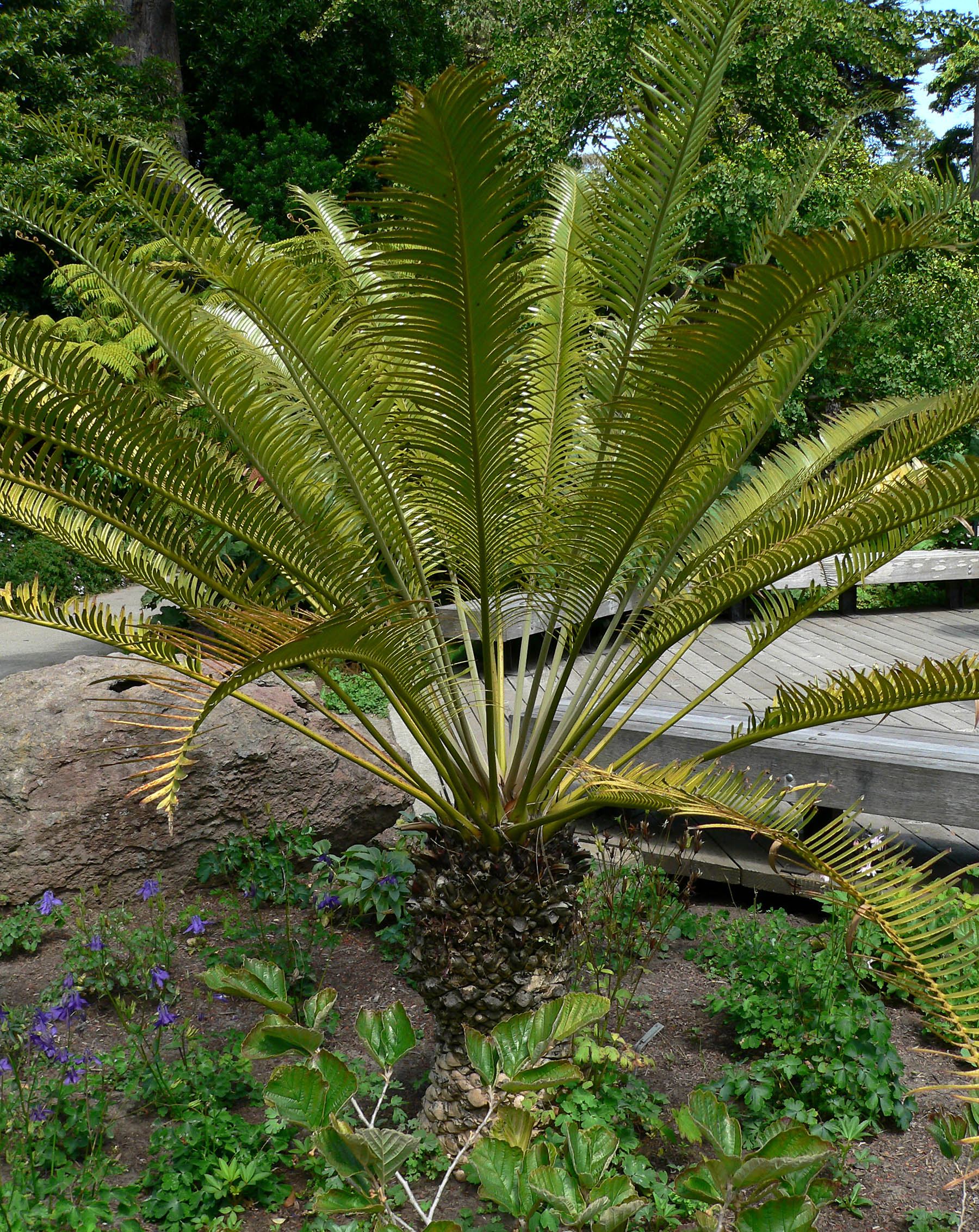
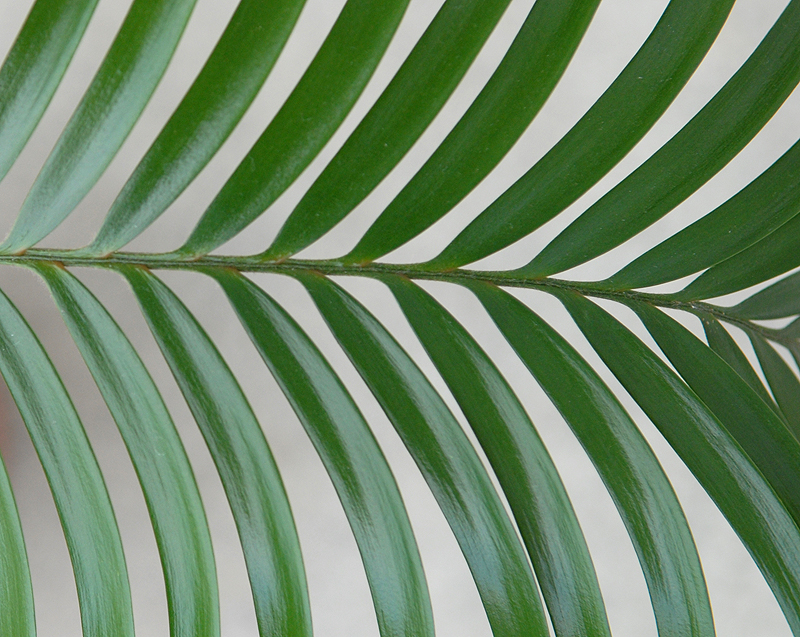
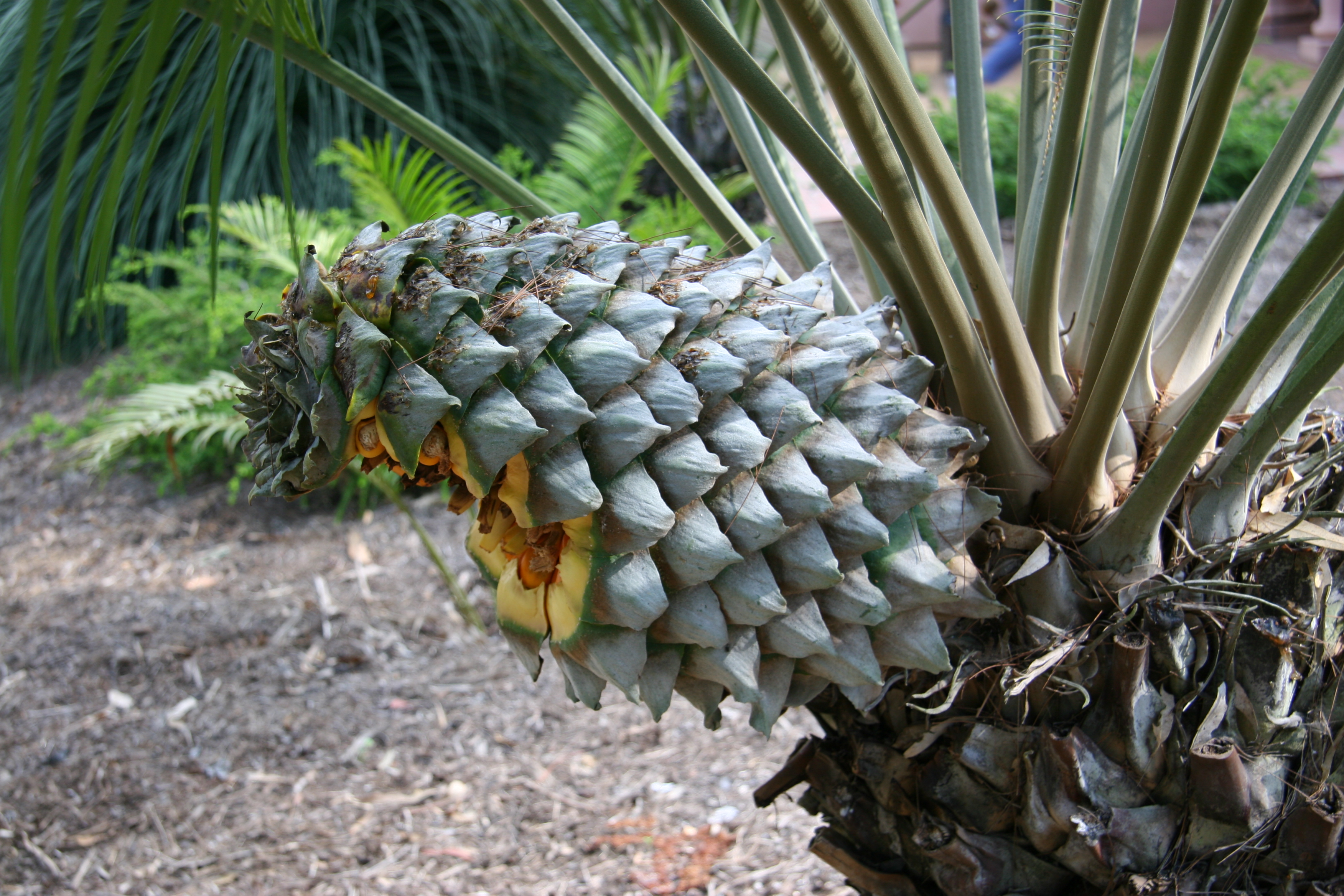
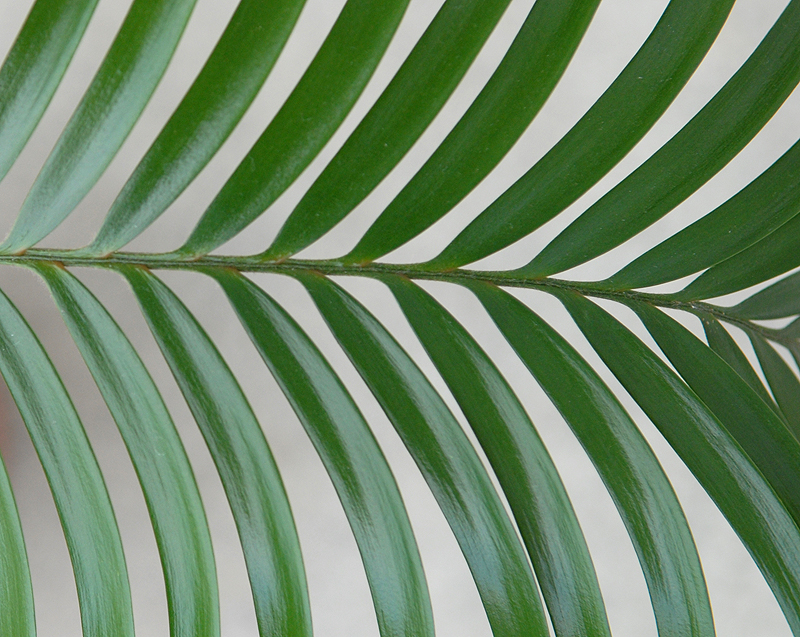